# XHCHZ-FM
XHCHZ-FM è una stazione radio operante in Messico con sede nella città di Chiapa de Corzo, nello Stato del Chiapas. Di proprietà dell'Instituto Mexicano de la Radio, XHEMIT-FM trasmette sulla frequenza 107,9 MHz FM programmi sia a contenuto musicale che informativo sotto il nome di "Radio Lagarto".

## Storia
A metà degli anni ottanta un accordo tra l'IMER ed il governo dello Stato del Chiapas porto alla creazione di tre nuove stazioni radio di proprietà dell'IMER: XERA-AM a San Cristóbal de las Casas, XECAH-AM a Cacahoatán e XEMIT-AM a Comitán. Nel 1990 le tre stazioni furono divise e XERA passò al governo del Chiapas mentre XECAH e XEMIT rimasero all'IMER.
In sostituzione di XERA, l'IMER decise quindi di lanciare, nel 1991, XECHZ-AM 1560. Con l'installazione, nel 1994, di un nuovo trasmettitore, XECHZ, che fino ad allora trasmetteva con 4,5 kW di potenza, ha portato la sua potenza a 20 kW.
Nel 2012, XHCHZ-FM 107,9 fu creata come parte della campagna di migrazione AM-FM in cui le stazioni radio messicane sono tuttora coinvolte. XHCHZ trasmette in HD Radio

## Programmazione HD
- HD2 è un simulcast di XEB-AM.
- HD3 è un simulcast di XEQK-AM.[2]